# Dalmacio Mera Figueroa
Dalmacio Enrique Mera Figueroa (Salta, 13 de noviembre de 1970) es un abogado y político argentino del Partido Justicialista, que se desempeñó como senador nacional por la provincia de Catamarca entre 2015 y 2021. Anteriormente fue senador provincial, diputado nacional y vicegobernador de la misma provincia. Desde el 9 de diciembre de 2023 se desempeña como Ministro de Educación de la provincia de Catamarca.

## Biografía
Nacido en Salta en 1970, es hijo de Julio Mera Figueroa, quien fuera ministro del Interior de la Nación entre 1990 y 1991, y primo hermano de Juan Manuel Urtubey, exgobernador de Salta, y de Rodolfo Urtubey.
Estudió abogacía en la Facultad de Derecho de la Universidad de Buenos Aires, recibiéndose en 1994. Posteriormente realizó dos posgrados en Administración en la misma universidad. Fundó y editó un periódico mensual entre 1993 y 1995.
De 1999 a 2000 fue gerente de la Administración Nacional de la Seguridad Social (ANSES) en Catamarca. En 2003 asumió una banca en la Cámara de Senadores de la Provincia de Catamarca representando al Departamento Valle Viejo, con mandato hasta 2007. Ese mismo año estuvo a cargo de la presidencia del Partido Justicialista catamarqueño.
En las elecciones legislativas de 2009, fue elegido diputado nacional por Catamarca, integrando el bloque del Frente para la Victoria. Su mandato, que se extendía hasta 2013, fue completado por Rubén Yazbek.
En las elecciones provinciales de 2011, fue elegido vicegobernador de Catamarca, acompañando en la fórmula a Lucía Corpacci, obteniendo el 49,5 % de los votos.
En elecciones legislativas de 2015, fue elegido senador nacional por Catamarca, junto a Inés Blas, con mandato hasta 2021, al ocupar el primer lugar de la lista del Frente para la Victoria que obtuvo más del 50 % de los votos. En 2017 votó a favor de la reforma previsional y en 2018 votó en contra del proyecto de Ley de Interrupción Voluntaria del Embarazo. Desde 2019 integra el bloque del Frente de Todos.
Hasta 2019 fue presidente de la comisión de Asuntos Constitucionales del Senado, y desde 2020 preside la comisión de Seguridad Interior y Narcotráfico. También integra como vocal las comisiones de Asuntos Constitucionales; de Legislación General; de Economía Nacional e Inversión; de Economías Regionales; de Sistemas, Medios de Comunicación y Libertad de Expresión; y de Ambiente y Desarrollo Sustentable.